# 道の駅はにゅう
道の駅はにゅう（みちのえき はにゅう）は、埼玉県羽生市にある国道122号の道の駅である。利根川のスーパー堤防上に所在している。

## 施設
- 駐車場
  - 普通車：45台
  - 大型車：55台
  - 身障者用：2台
- トイレ
  - 男：12器
  - 女：12器
  - 身障者用：2器
- レストラン
- 物産販売所
- 展望スペース

## アクセス
- 国道122号
  - 埼玉県道7号佐野行田線
  - 埼玉県道59号羽生妻沼線

## 周辺
- 利根川
  - 昭和橋
- 会の川
  - 川俣締切址
- 川俣関所跡
- 秩父鉄道秩父本線
  - 西羽生駅
  - 新郷駅